# Philippe Derchain
Philippe Derchain (* 24. Juli 1926 in Verviers; † 3. Oktober 2012 in Köln) war ein belgischer Ägyptologe.

## Leben
Er lehrte als Professor für Ägyptologie an der Universität zu Köln.

## Schriften (Auswahl)
- Le tombeau d’Osymandyas et la maison de la vie à Thèbes. Göttingen 1965, OCLC 751430728.
- Les monuments religieux à l’entrée de l’ouady Hellal. Brüssel 1971, OCLC 165030099.
- mit Ursula Verhoeven: Le voyage de la déesse libyque. Ein Text aus dem Mutritual des Pap. Berlin 3053. Brüssel 1985, OCLC 174312695.
- Le Dernier Obélisque. Brüssel 1987, OCLC 716003054.
- Les impondérables de l’hellénisation. Littérature d’hiérogrammates. Turnhout 2000, ISBN 2-503-51025-6.